# Duravit
Die Duravit AG mit Sitz in Hornberg, Baden-Württemberg, ist ein Hersteller von Produkten der Sanitärtechnik.

## Geschichte

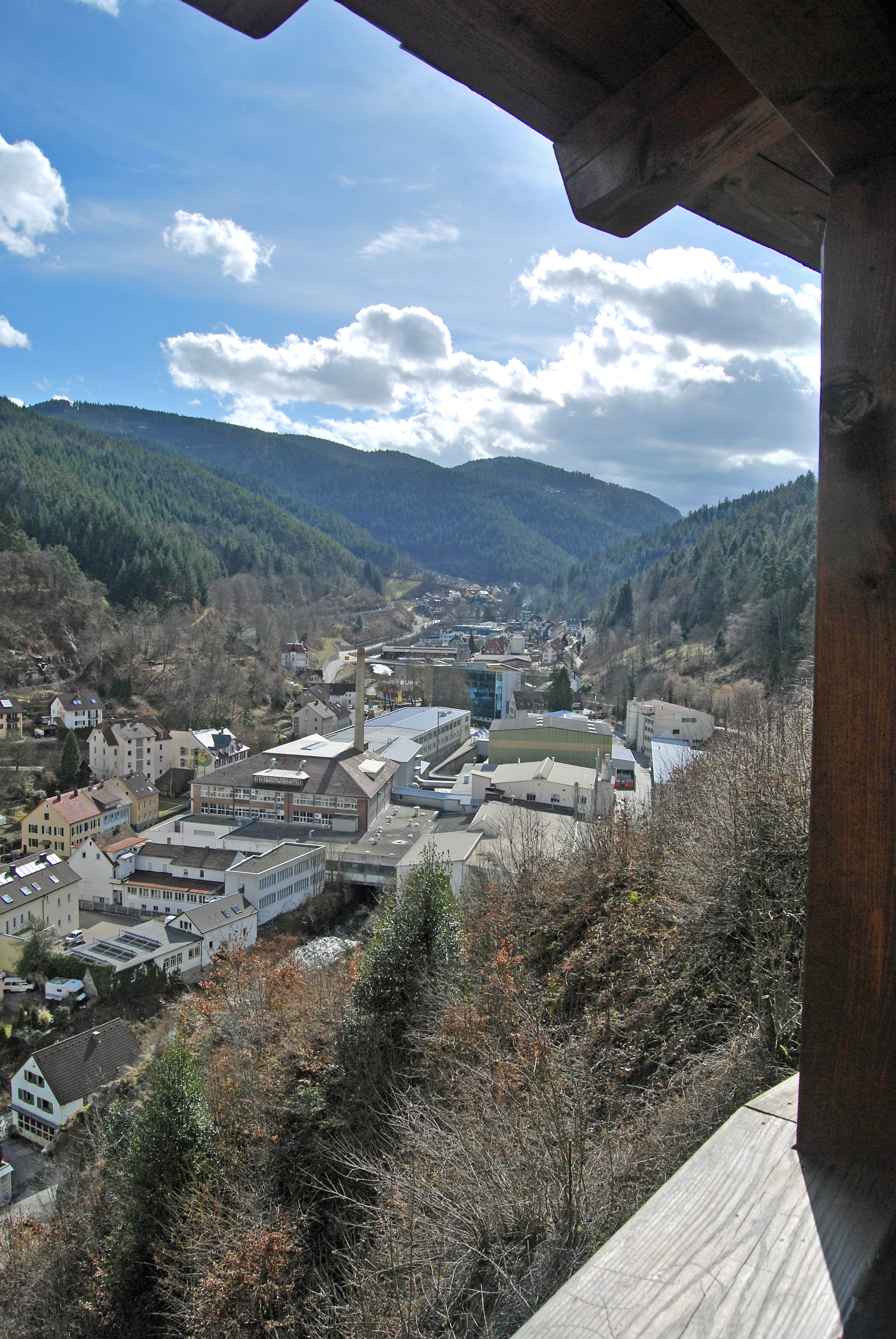
Duravit-Werk in Hornberg

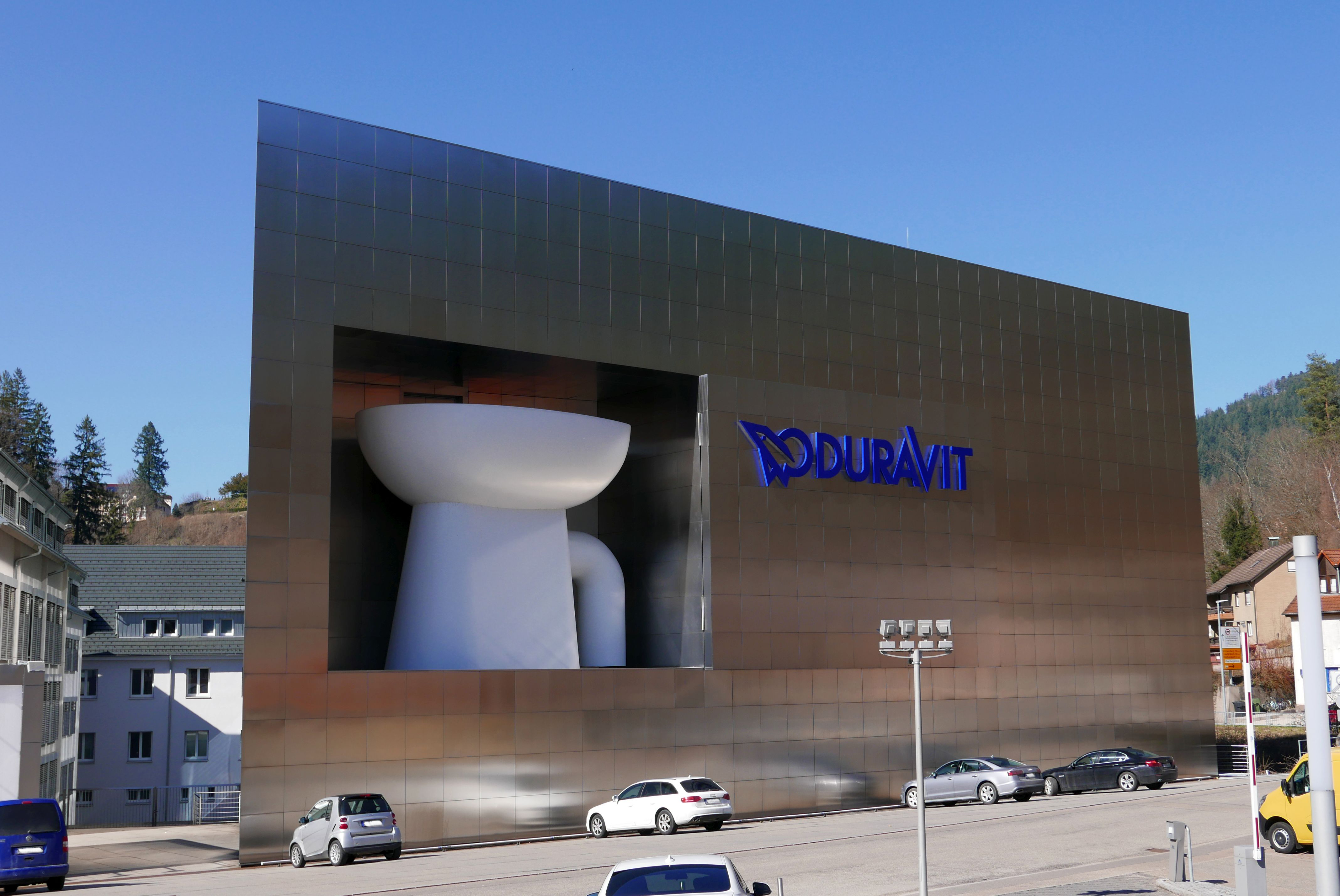
Duravit-Design-Center in Hornberg, Entwurf Philippe Starck

1817 gründete Georg Friedrich Horn in Hornberg eine kleine Fabrik, die bis 1842 ausschließlich Steingutgeschirr produzierte. Sie ist im Besitz der Familie von Jutta und Klaus Greinert. Das heutige Logo der Duravit AG ist ein stilisierter Auerhahn, welcher von dem ursprünglichen Logo der Steingutfabrik abgeleitet wurde.
Seit Beginn des 20. Jahrhunderts werden sanitäre Spülwaren hergestellt, seit 1960 unter dem Markennamen DURAVIT. Seit 1982 gehören auch Accessoires zum Herstellungsprogramm. 1984 ging die Aktienmehrheit (60 %) des elsässischen Unternehmens Céramique de Bischwiller auf Duravit über, 1988 wurde aus der GmbH eine Aktiengesellschaft. 1991 wurde Céramique de Bischwiller eine 100-prozentige Tochtergesellschaft. 2017 eröffnete Duravit seine modernste Keramikfabrik in Luohang, Chongqing. In dieser Fabrik werden die Prinzipien von Industrie 4.0 umgesetzt.
1992 nahm Duravit den Standort Schenkenzell in Betrieb und produziert seitdem auch Badmöbel. 1994 nahm die Duravit Sanitärporzellan Meißen GmbH im sächsischen Meißen die Produktion auf. 1999 erwarb Duravit die Mehrheit am ägyptischen Unternehmen Misr Tech, inzwischen Duravit Egypt. Seit dem 1. Januar 2001 ist die Duravit Turkey in Istanbul offiziell als Unternehmen eingetragen.
Der Erwerb einer Mehrheitsbeteiligung am ägyptischen Acrylwannen-Hersteller Saniacrylic schuf 2002 die Voraussetzung für den Aufbau des neuen Geschäftsbereichs „Wannen + Wellness“, dessen Produkte in Deutschland und Frankreich entwickelt und endmontiert werden.
Mit einem Joint-Venture-Vertrag begann das Unternehmen im Jahr 2003 die Ausweitung der Aktivitäten in China und firmiert seitdem dort als Duravit Chongqing Sanitaryware Co. Ltd. Zwei Jahre später erfolgte die offizielle Einweihung des neu gebauten Produktions- und Verwaltungsgebäudes in Youxi-Town (Jiangjin) in der Nähe von Chongqing. Heute ist das ehemalige Joint-Venture-Unternehmen eine 100-prozentige Tochter und firmiert als Duravit Sanitaryware Co. Ltd. 2008 übernahm Duravit 51 % des tunesischen Keramikherstellers Manufacture Tunisienne des Céramiques (MTC).
2010 eröffnete die Duravit einen neuen Produktionsstandort in Tarapur, Indien. Der Startschuss für die Duravit Sanitaryware Technology Co. Ltd, ein neues Engineering- und Montagewerk in Shanghai, fiel 2011.

## Standorte

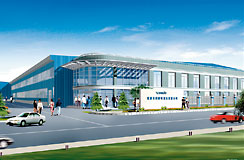
Duravit-Werk in Chongqing (China)

Das Unternehmen unterhält Betriebsstätten in Deutschland (Hornberg, Meißen, Schenkenzell, Achern), Ägypten (Kairo), China (Chongqing, Shanghai), Tunesien (Bizerte) sowie Indien (Tarapur). Das Werk in Bischwiller (Frankreich) wurde 2023 geschlossen.

## Produkte
Das Produktportfolio umfasst neben Sanitärkeramik Badmöbel, Dusch- und Badewannen, Wellnesssysteme, Dusch-WCs, Armaturen und Accessoires sowie Installationssysteme. Das Unternehmen arbeitet dabei mit Designern wie Philippe Starck, Eoos, sieger design, Sir Norman Foster, Matteo Thun & Antonio Rodriguez, Phoenix Design, Christian Werner, Kurt Merki Jr., Cecilie Manz, Bertrand Lejoly und Sebastian Herkner zusammen.

## Sponsorenaktivität
Das Unternehmen engagiert sich als Sponsor im Bereich des Amateur- und Profisportes.
Zu den größeren und bekannteren gesponserten Vereinen zählen die Rhein-Neckar Löwen aus der Handball-Bundesliga und die  Adler Mannheim aus der DEL, die ihre Heimspiele jeweils in der SAP-Arena austragen. Duravit unterstützt Feld- und Hallenhockey, den Mannheimer HC und den Feudenheimer HC (Bundesliga Damen/Bundesliga Herren).